# Jacob Obrecht
Pour les articles homonymes, voir Obrecht.
Jacob Obrecht (Gand, 1457 ou 1458 - Ferrare, juillet 1505) est un compositeur de l'école franco-flamande de la Renaissance. 
Il était le plus renommé des compositeurs de messes polyphoniques en Europe à la fin du XVe siècle, seulement dépassé par Josquin des Prés après sa mort. Il composa en outre un grand nombre de motets liturgiques et de chansons profanes, le tout également polyphonique.

## Biographie
Il est né soit en 1457, soit en 1458, fils unique de Willem Obrecht, trompette de la ville de Gand (la trompette du guet), et de Lijsbette Gheeraerts, qui meurt en 1460 à l'âge de 20 ans. Son portrait présumé, peint en 1496 et attribué à Hans Memling ou son entourage, donne son âge (38 ans), confirmant ainsi approximativement sa date de naissance officielle.
Les détails sur son éducation sont rares, mais, probablement, il apprend à jouer de la trompette, comme son père. Il apprend (à ses côtés et surtout, vraisemblablement, dans un chœur d'église) l'art du contrepoint et de l'improvisation sur un « cantus firmus » (deux techniques alors très répandues, la seconde appelée le « chant sur le livre », puisqu'il s'agissait d'orner, souvent à plusieurs, un motif de plain-chant noté dans un grand livre de chœur placé sur un lutrin). Très probablement encore, il connaît Antoine Busnois de la cour de Bourgogne. De toute façon il n'ignore certainement pas sa musique, puisque sa première messe présente des parallèles stylistiques étroits avec ce compositeur plus âgé que lui.
Obrecht a donc sans doute reçu une formation d'enfant de chœur (là comme ailleurs des enfants étaient membres du chœur afin de chanter les versets liturgiques qui devaient se chanter sur un ton élevé). Ils assuraient de même les parties aiguës des différentes polyphonies. À partir de 1472-1473, environ, il étudie la théologie sans qu'on sache où. Il termine ses études avant 1479. Selon une tradition du XVIe siècle, Obrecht et Érasme de Rotterdam se sont rencontrés à Utrecht avant 1480.
De 1479-1480 à 1483-1484, Obrecht travaille à l'église Saint-Gertrautis à Berg-op-Zoom. Peu de temps avant d'être engagé, il est ordonné prêtre et dit sa première messe.
Le 28 juillet 1484 le chapitre de la cathédrale de Cambrai le nomme maître du chœur (chef de chœur et compositeur), poste dans lequel il est reçu le 6 septembre 1484. Il est en même temps le maître des enfants de chœur (les enfants chantant dans le chœur). Il s'agit, comme partout en Europe, d'un ensemble professionnel attaché à l'église et rémunéré par le chapitre. Il enseigne aux enfants le chant liturgique, les techniques du chant polyphonique et plus généralement les différentes disciplines musicales. Les enfants sont, en principe, formés sur une période de douze ans. Le latin, langue liturgique, est bien sûr enseigné. Le rôle du maître est également d'avoir la responsabilité de l'alimentation et de l'habillement des enfants. Mais Obrecht commence à négliger son travail et se voit forcé au bout du compte de présenter sa démission : le 21 octobre 1485, il est congédié par le chapitre.
Obrecht semble avoir eu une succession de petits emplois de courte durée, dont beaucoup se sont terminés dans des circonstances rien moins qu'idéales. Au moins deux fois il se trouve dans l'embarras pour des irrégularités financières, davantage sans doute pour la négligence avec laquelle il tient sa comptabilité que pour une autre raison. Il règle une dette envers un de ses employeurs en lui faisant don d'une de ses compositions, exemple de ses difficultés financières. Tout au long de cette période, bien que comme employé il puisse avoir été mal vu, il est tenu dans la plus haute estime aussi bien par ses employeurs que par les autres compositeurs, ses confrères. Tinctoris, écrivant à Naples, le distingue dans une courte liste des grands compositeurs contemporains, choix d'autant plus significatif qu'ils ne sont, alors que 25 et que Tinctoris était à l'autre bout de l'Europe. Toutefois, celui-ci était probablement né à Nivelles et connaissait les compositeurs de la future Belgique.
Alors que la plupart des commandes faites à Obrecht proviennent de Flandre, il fait au moins deux voyages en Italie, une fois en 1487 à l'invitation du duc de Ferrare, Hercule Ier d'Este, et une nouvelle fois en 1505. Le duc Hercule a entendu sa musique, dont on sait qu'elle a circulé en Italie entre 1484 et 1487 et il la place au-dessus de celle de tous les autres compositeurs contemporains; pour cette raison il invite Obrecht à Ferrare pendant six mois en 1487.
En 1504, Obrecht se rend de nouveau à Ferrare mais, à la mort du duc, au début de l'année suivante, il se retrouve sans emploi. On ne sait dans quelles conditions il reste dans cette ville, mais il meurt lors de l'épidémie de peste qui y éclate juste avant le 1er août 1505.

## Style
Jacob Obrecht écrivit principalement de la musique religieuse ; des messes et des motets. On connaît de lui également quelques chansons profanes.
Il était disciple de Johannes Ockeghem. Il fut, à côté d’un Josquin des Prez, l'un des principaux représentants de la polyphonie franco-flamande du Moyen Âge et du début de la Renaissance. Dans ses messes et motets, il utilisait toujours la technique du cantus firmus dans laquelle l’on écrivait, autour d’une mélodie souvent préexistante (à l'origine uniquement liturgique), les autres voix d’une composition polyphonique. Comptant parmi les représentants les plus importants du style franco-flamand, qui domina toute cette période, Obrecht y occupa une place de novateur. Il était en avance sur son temps, notamment dans le domaine harmonique et dans l'art très divers de traiter une mélodie existante.
Cela était reconnu de ses contemporains. Ainsi, Johannes Tinctoris l'inclut dans une liste brève des plus grands compositeurs, bien que ce dernier n’eût que 25 ans à cette époque et qu’il demeurât de l'autre côté de l'Europe.

## Œuvre
L’œuvre d’Obrecht comprend des messes, des motets et des pièces profanes, soit une centaine en tout. Les œuvres suivantes ont été préservées :

### Messes
1. Missa Adieu mes amours ;
2. Missa Ave regina celorum ;
3. Missa Beata viscera ;
4. Missa Caput ;
5. Missa Cela sans plus ;
6. Missa De Sancto Donatiano (à 4 voix SATB) ;
7. Missa De Sancto Martino ;
8. Missa De tous biens playne ;
9. Missa Fors seulement ;
10. Missa Fortuna desperata ;
11. Missa Grecorum ;
12. Missa Je ne demande ;
13. Missa L’homme armé ;
14. Missa Libenter gloriabor ;
15. Missa Malheur me bat ;
16. Missa Maria zart ;
17. Missa O lumen ecclesie ;
18. Missa Petrus Apostolus ;
19. Missa Pfauenschwanz ;
20. Missa Pluriorum carminum (I) ;
21. Missa Pluriorum carminum (II) ;
22. Missa Rose playsante ;
23. Missa Salve diva parens ;
24. Missa Scaramella (frag) ;
25. Missa Sicut spina rosam ;
26. Missa Si dedero ;
27. Missa Sub tuum præsidium ;
28. Missa Veci la danse barbari.

### Messes attribuées à Obrecht
1. Missa Gracuuly et biaulx ;
2. Missa De Sancto Johanne Baptista ;
3. Missa Je ne seray plus ;
4. Missa N’aray-je jamais ;
5. Missa Sine nomine ;
6. Missa Beata progenies.

### Motets
1. Alma Redemptoris mater ;
2. Ave Maris stella ;
3. Ave Regina coelorum ;
4. Beate es, Maria ;
5. Benedicamus in laude Jhesu ;
6. Cujus sacrata viscera (I) ;
7. Cujus sarata viscera (II) ;
8. Factor orbis / Veni, Domine ;
9. Haec deum cæli ;
10. Inter præclarissimas virtutes ;
11. Laudemus nunc dominum ;
12. Laudes Christo redemptori. ;
13. Mater Patris, nati nata ;
14. Mille quigentis / Requiem ;
15. O Beate basili / O beate pater ;
16. Omnis spiritus laudet ;
17. O preciosissime sanguis ;
18. Parce domine ;
19. Quis numerare queat ;
20. Regina cæli ;
21. Salve crux, arbor vite / O crux lignum ;
22. Salve Regina (I) ;
23. Salve Regina (II) ;
24. Salve Regina (III) ;
25. Salve sancta facies / Homo quidam ;
26. Si bona suscepimus ;
27. Si sumpsero.

### Motets dont l’attribution est douteuse
1. Discubuit Jesus ;
2. Judæa et Jerusalem ;
3. Magnificat ;
4. Nec mihi nec tibi.

### Œuvres profanes

#### Chansons néerlandaises
1. Als al de weerelt ;
2. Den haghel ende die calde snee ;
3. Hebbe gheen ghelt ;
4. Ic draghe de mutse clutse ;
5. Ic hoerde de clocskins luden ;
6. Ic ret my uit spacieren ;
7. Ic weinsche alle scoene vrouwen ;
8. Lacen adieu ;
9. Laet u genoughen ;
10. Meskin es hu (adiu, adiu) ;
11. Moet mij laten u vriendelic schijn ;
12. Rompeltier ;
13. Sullen wij langhe in drucke ;
14. T’Andernacken ;
15. T’meisken was jonck (De tusche in Busche) ;
16. Tsat een (cleen) meskin ;
17. Waer sij di han ;
18. Wat willen wij metten ;
19. Weet ghy wat mijnder jonghen herten.

#### Chansons françaises
1. Fors seule ;
2. Helas mon bien ;
3. J’ay pris amours ;
4. Ma menche vel ma buche ;
5. Marion la doulce ;
6. Se bien fait ;
7. Tant que nostre argent dura.

#### Compositions instrumentales et autres
1. La Tortorella ;
2. Fuga ;
3. -7. 5 pièces instrumentales.